# Oceanic (Band)
Oceanic war ein britisches Dance-Projekt der Produzenten Dave Harry und Frank Crofts. Das Trio wurde durch die Sängerin Jorinde Williams komplettiert.

## Geschichte
Nachdem die beiden Studioinhaber Harry und Crofts bereits einige Jahre zusammengearbeitet hatten, formierten sie zu Beginn der 1990er Jahre in Liverpool die Dance-Band Oceanic. Mit der Single Insanity gelang im August 1991 der erste und größte Hit, der es auf Platz 3 der englischen Charts schaffte. Das Lied gehört zu den fünf meistverkauften Singles des Jahres 1991 in Großbritannien. Ein viertel Jahr später stieg die Single Wicked Love auf Platz 25 der UK-Charts.
Auch 1992 ging es für das Trio erfolgreich weiter. Die dritte Chartsingle, Controlling Me, kletterte im Juni in die englischen Top 20 und erreichte Platz 14. Kurz danach, im Juli des Jahres, platzierte sich That Album by Oceanic, das einzige Album der Band, in der englischen Hitparade, hielt sich dort allerdings nur zwei Wochen und kam nicht über Platz 49 hinaus.
Mit der Auskopplung Ignorance, einer Kollaboration mit der Liverpooler Singer-Songwriterin Siobhan Maher, stieg das Projekt letztmals in die UK-Charts, allerdings nur für eine Woche auf Platz 72. Die letzte Single Celebration fand 1993 keine Beachtung. Daraufhin wurde das Projekt Oceanic beendet.

## Diskografie
Album
- 1992: That Album by Oceanic

Singles
- 1991: Insanity
- 1991: Wicked Love
- 1992: Controlling Me
- 1992: Ignorance (mit Siobhan Maher)
- 1993: Celebration